# Tenebæk
Tenebæk (på tysk: Teenbek, Teenbeck, Moorau) er et mindre vandløb ved Markerup (Husby Sogn, Husby Herred) i det nordlige Angel (Sydslesvig) i den nordtyske delstat Slesvig-Holsten. Bækken udspringer vest for Husby, løber i en bue øst om Markerup og passerer Markerup Mose, inden den mellem Venerød Sø og landsbyen Oksager (og tæt ved Tenelyk) munder ud i Kilsåen, som er en af Trenens to kildeåer. Vandløbet har en samlet længde på 6 km og udgør på en del grænsen mellem Markerup og Husby og Husbyskov, vandløbet er delvist rørlagt.
Tenebæk er første gang nævnt 1643. Forleddet er subst. tene, som betegner en kurvlignende ruse til fangst af af fx. ål, laks og andre fisk. Tenebæk (glda. tēnubæk) er antagelig et appellativ i betydning Bæk, hvor der fiskes med tener. Vandløbet kaldes også Markerupå (Markeruper Au) efter landsbyen Markerup og Mosebæk el. Moseå (Moorau) efter Markerup Mose.